# پورتو توله
پورتو توله (به ایتالیایی: Porto Tolle) یک کومونه در ایتالیا است که در استان روویگو واقع شده‌است. پورتو توله ۲۲۷٫۶۳ کیلومتر مربع مساحت و ۱۰٬۲۷۷ نفر جمعیت دارد و ۱ متر بالاتر از سطح دریا واقع شده‌است.